# Papieska elekcja 1086
Papieska elekcja 24 maja 1086 – zakończyła się wyborem Wiktora III na następcę Grzegorza VII po rocznej sediswakancji.

## Śmierć Grzegorza VII
Papież Grzegorz VII zmarł 25 maja 1085 roku na wygnaniu w Salerno. Przed śmiercią papież wskazał nazwiska trzech duchownych spośród których zalecał wybór swojego następcy. Byli to:
- kardynał biskup Ostii Odon de Lagery,
- biskup Lukki Anzelm,
- arcybiskup Lyonu Hugon.

Rzym był w tym czasie pod kontrolą antypapieża Klemensa III, popieranego przez cesarza Henryka IV, toteż minął prawie rok zanim przystąpiono do elekcji następcy Grzegorza VII.

## Kardynałowie elektorzy
Dekret In Nomine Domini z 1059 roku przyznawał prawa elektorskie wyłącznie kardynałom biskupom siedmiu diecezji suburbikarnych. Dekret ten niemal od początku budził wątpliwości interpretacyjne i był kontestowany przez kardynałów prezbiterów, którzy domagali się dopuszczenia do udziału w wyborach. Antagonizm między kardynałami prezbiterami a kardynałami biskupami potęgował fakt, że Grzegorz VII wyraźnie faworyzował tych drugich. Kiedy w 1084 roku antypapież Klemens III zainstalował się w Rzymie wypędzając Grzegorza VII dołączyło do niego 7 z 18 kardynałów prezbiterów i tylko jeden kardynał biskup. Jedną z przyczyn tego buntu było to, że Grzegorz VII „wykluczył kardynałów (prezbiterów) z kręgu doradców Stolicy Apostolskiej”. Wkrótce duchowieństwo popierające antypapieża kontrolowało 17 z 28 kościołów tytularnych Rzymu. Nawet ci kardynałowie prezbiterzy którzy pozostali w obozie gregoriańskim protestowali przeciw uprzywilejowaniu kardynałów biskupów. „Gregoriański” kardynał Deusdedit z S. Pietro in Vincoli zaczął rozpowszechniać sfałszowaną wersję dekretu „In Nomine Domini”, w której słowa „kardynałowie-biskupi” zostały zastąpione terminem „kardynałowie”, co zgodnie z ówczesną nomenklaturą oznaczało wyłącznie kardynałów prezbiterów. W tym stanie rzeczy do udziału w wyborze następcy Grzegorza VII zostali dopuszczeni (prawdopodobnie po raz pierwszy) kardynałowie prezbiterzy, choć dominująca rola kardynałów biskupów została utrzymana.

### Kardynałowie biskupi
W 1086 roku w obediencji „gregoriańskiej” było sześciu kardynałów biskupów:
- Ubaldo (kardynał biskup od 1063[2]) – kardynał biskup Sabiny
- Giovanni Minuto (1072[3]) – kardynał biskup Tusculum
- Piotr Igneo OSBVall (1072) – kardynał biskup Albano
- Odon de Lagery OSBCluny (1080) – kardynał biskup Ostii
- Bruno (1079) – kardynał biskup Segni
- Jan (1085) – kardynał biskup Porto

### Kardynałowie prezbiterzy
Na podstawie dostępnych danych można ustalić, że w 1086 w obediencji „gregoriańskiej” było najprawdopodobniej jedynie dziesięciu kardynałów prezbiterów, choć niewykluczone, że dane te są niekompletne:
- Desiderius OSB (kardynał-prezbiter od 1059[2]) – kardynał prezbiter S. Cecilia; opat Montecassino; wikariusz papieski dla południowej Italii
- Benedetto Cao (1073) – kardynał prezbiter S. Prassede
- Deusdedit OSB (1078) – kardynał prezbiter S. Pietro in Vincoli
- Rainiero OSBCluny (1078) – kardynał prezbiter S. Clemente; opat S. Lorenzo fuori le mura
- Richard de Saint-Victor OSB (1078) – kardynał prezbiter i opat St.-Victor w Marsylii oraz S. Paolo fuori le mura
- Herman de Gavardo OSB (1080) – kardynał prezbiter Ss. IV Coronati
- Benedykt (1080) – kardynał prezbiter S. Pudenziana
- Roman (1082) – kardynał prezbiter S. Susanna
- Bonussenior (1082) – kardynał prezbiter S. Maria in Trastevere
- Pietro Atenulfi OSB (1085) – kardynał prezbiter i opat S. Benedetto in Salerno

Nic nie wiadomo natomiast, aby w elekcji brali czynny udział diakoni Świętego Kościoła Rzymskiego, którzy w owym czasie w obediencji „gregoriańskiej” nie byli jeszcze uważani za kardynałów. Dopiero ok. 1088 roku za kardynałów uznano członków kolegium tzw. diakonów pałacowych, liczące siedmiu diakonów. Również i ta zmiana zaszła pod wpływem schizmy Klemensa III. W 1084 trzech z siedmiu diakonów pałacowych przyłączyło się do antypapieża, który w swoich dokumentach zaczął określać ich jako „kardynałów diakonów”. Pojęcie to zostało później zapożyczone przez papieża Urbana II (1088-1099).

## Wybór Wiktora III
Po śmierci Grzegorza VII Rzymianie wygnali z miasta antypapieża Klemensa III, umożliwiając powrót stronnikom zmarłego papieża. W maju 1086 do Rzymu wspólnie z wojskami normańskimi przybyli gregoriańscy kardynałowie, chcący dokonać wyboru nowej głowy Kościoła. 24 maja 1086 zebrani w rzymskim kościele S. Lucia in Sepitisolio kardynałowie obrali na papieża opata Dezyderiusza z Montecassino, kardynała prezbitera S. Cecilia, mimo że nie był on wśród kandydatów wskazanych przez Grzegorza VII. Dezyderiusz jednak odmówił przyjęcia tiary, grożąc, że jeśli elektorzy będą próbowali go zmusić, powróci do klasztoru. Konsul Cencius zasugerował wówczas wybór biskupa Ostii Odona de Lagery, który jako jedyny z kardynałów opowiedział się przeciwko zmuszaniu Dezyderiusza do akceptacji wyboru. Kandydatura Odona spotkała się jednak ze sprzeciwem jednego z kardynałów (prawdopodobnie Deusdedita), który przywołał dawne kanony zabraniające translacji biskupa z jednej diecezji do drugiej. W tej sytuacji podtrzymano wybór Dezyderiusza i zmuszono go siłą go do akceptacji pod imieniem Wiktor III. Cztery dni później „gregorianie” musieli jednak uciekać z Rzymu do Terracina przed cesarskim prefektem Rzymu, zwolennikiem Klemensa III. W Terracina papież elekt porzucił papieskie insygnia i wycofał się do swojego klasztoru Monte Cassino, gdzie trwał w uporczywej odmowie jeszcze przez dziesięć miesięcy. Dopiero w marcu 1087 na synodzie w Kapui zaakceptował swój wybór na głowę Kościoła katolickiego. Niedługo potem Normanowie ponownie usunęli z Rzymu antypapieża Klemensa III, dzięki czemu 9 maja 1087 Wiktor III został konsekrowany i koronowany w bazylice św. Piotra na Watykanie.